# Tiết Cương
Mai Ngọc Cương, thường được biết đến với nghệ danh Tiết Cương (sinh ngày 2 tháng 11 năm 1973 tại Long An) là một nam diễn viên hài, diễn viên điện ảnh - truyền hình, diễn viên kịch nói nổi tiếng người Việt Nam. Anh được biết đến qua một số bộ phim Hướng nghiệp, Mùi ngò gai. Ngoài vai trò diễn xuất, Tiết Cương còn là MC và đạo diễn cho các vở kịch, tiểu phẩm truyền hình ăn khách.

## Tiểu sử
Tiết Cương tên khai sinh là Mai Ngọc Cương sinh ngày 2 tháng 11 năm 1973 tại Long An. Hiện tại sinh sống và làm việc chủ yếu ở Thành phố Hồ Chí Minh.
Năm 1993, Tiết Cương lên Sài Gòn theo học Đại học Giao thông vận tải khoa hàng hải, nhưng anh bất ngờ rẽ hướng sang nghệ thuật. Khi ấy, Tiết Cương trọ ở gần trường sân khấu. Thời điểm đó sân khấu kịch phát triển mạnh, chương trình “Trong nhà ngoài phố” khiến khán giả màn ảnh nhỏ say mê, diễn viên kịch được yêu mến và quý trọng. Bao nhiêu người muốn ngắm diễn viên ở ngoài đời. Tiết Cương chỉ cần ló cổ ra khỏi nhà trọ dòm qua trường là thấy được họ. Nào là Hữu Châu, Minh Nhí, Hữu Nghĩa, Hồng Vân, Hồng Đào. Rồi từ đó Tiết Cương say mê và tìm tòi nghệ thật, học được khoảng hai năm rưỡi bên trường Giao thông vận tải, anh quyết định thi vô sân khấu. Đó là lần đỗ thứ hai. Nhưng tiếc nuối và buồn nhất của cuộc đời Tiết Cương là chưa kịp báo cho ba hay thành quả của cái quyết định đột ngột ấy thì ba của anh đột ngột qua đời sau một vụ tai nạn.
Anh theo học ở trường Nghệ thuật Sân khấu II (nay là trường Đại học Sân khấu Điện Ảnh) khoa diễn xuất cùng lớp với Thuý Nga, Việt Hương, Cao Minh Đạt, Hạnh Thuý… Trước đó, anh học dự thính một năm tại trường cùng với Việt Hương do thầy Công Ninh chủ nhiệm.
Năm 2003, Anh tốt nghiệp muộn chuyên ngành diễn viên. Anh nổi tiếng cùng thời với Thái Hòa, Đức Thịnh…
Ngoài vai trò diễn xuất, Tiết Cương còn là MC và đạo diễn cho các vở kịch, tiểu phẩm truyền hình.

## Sự nghiệp
Học giỏi, được chọn làm lớp trưởng, nhưng ra trường Tiết Cương lại chẳng có việc để làm, vì lúc bấy giờ sân khấu kịch vắng khách. Tiết Cương từng diễn với Hoài Linh ở rạp Công Nhân của Nghệ sĩ Trần Ngọc Giàu từ những ngày đầu Hoài Linh về Việt Nam. Nhưng rồi lại lâm vào cảnh thất nghiệp. Phải mất hơn một năm sau đó, anh mới xin được vào sân khấu kịch 135 của nghệ sĩ Phước Sang để chạy những công việc lặt vặt. “Tôi lang bạt suốt một năm, rồi may mắn gặp anh Hữu Châu và chuyển sang diễn hài cùng với anh. Tôi vẫn nhớ như in vai diễn đầu tay của mình, cầm ghế ra sân khấu nói đúng một câu rồi đi vào” -  Tiết Cương bồi hồi chia sẻ. Từ đó, Tiết Cương và Hữu Châu đã thành lập nhóm hài riêng.
Sau hai năm theo nghệ sĩ Hữu Châu, Tiết Cương quyết định về làm việc tại sân khấu kịch Idecaf. Sau đó, anh đã đứng ra thành lập một nhóm hài của riêng mình.
Khi các chương trình "Gặp nhau cuối tuần" và "Gala cười" trở nên phát triển thì Tiết Cương cũng may mắn được khán giả chú ý đến nhiều hơn. Tuy nhiên, cho đến khi anh hóa thân vào vai Luật sư Trọng trong bộ phim Hướng nghiệp của đạo diễn Châu Huế, thì tên tuổi của anh mới đến gần hơn với công chúng. Vai Luật sư Trọng là một vai diễn đáng nhớ, và cũng chính là vai diễn gắn liền với tên tuổi của Tiết Cương.
Trong sự nghiệp diễn xuất của mình Tiết Cương đã tham gia một số bộ phim truyền hình khác như: Cô nàng bất đắc dĩ, Mùi ngò gai,... Ngoài ra, anh còn gây dấu ấn cho khán giả màn ảnh nhỏ qua vai diễn giả - Thảo Phương của Vật Chứng Mong Manh.
Năm 2015, Tiết Cương đã phát hành MV hài Tình Facebook, đã nhận được sự ủng hộ nhiệt tình từ phía cộng đồng mạng.
Cũng trong năm 2015, Tiết Cương đã tổ chức Liveshow đánh dấu chặng đường nghệ thuật 20 năm của mình mang tên “20 năm duyên tình sân khấu" diễn ra tại sân khấu Trống Đồng.  Liveshow của anh quy tụ nhiều tên tuổi như: NSƯT Tú Sương, Minh Nhí, Việt Hương, Nhật Cường, Trấn Thành…

## Đời tư
Ngày 10 tháng 4 năm 2022, Tiết Cương tổ chức đám cưới tại Kiên Giang. Vợ anh tên Ngọc Thưởng, kém anh 26 tuổi (sinh năm 1999), cô không hoạt động nghệ thuật.
Tiết Cương có mối quan hệ thầy trò sâu sắc với Nghệ sĩ Minh Nhí và là tri kỷ của Nghệ sĩ Cát Tường.

## Danh sách phim

### Truyền hình
| Năm  | Tựa Phim                             | Vai diễn               | Đạo diễn                      | Kênh   | Nguồn |
| ---- | ------------------------------------ | ---------------------- | ----------------------------- | ------ | ----- |
| 1993 | Ba tiền chùa tướng                   | Nhà sư Thánh (lúc trẻ) | Nguyễn Quân Đức Đạt           | BTV    |       |
| 2002 | Dòng sông vẫn trôi                   | Trung úy Lộc           | Xuân Khang                    | CTV    |       |
| 2004 | Hướng nghiệp                         | Trọng                  | Châu Huế                      | HTV9   |       |
| 2006 | Hướng nghiệp (phần 2)                | Trọng                  | Châu Huế                      | HTV9   |       |
| 2006 | Mùi ngò gai                          | Tùng                   | Chu Thiện - Trần Hữu Phúc     | HTV9   |       |
| 2008 | Hồi xuân                             | Bảo                    | Bùi Đình Thứ                  | VTV9   |       |
| 2008 | Tòa án công lý                       | Chánh án Nghệ          | Huỳnh Ngọc Điền               | HTV9   |       |
| 2009 | Cô nàng bất đắc dĩ                   | Gia Tấn                | Davina Hồng Ngân - Xuân Cường | VTV3   |       |
| 2011 | Vật chứng mong manh                  | Thảo Phương            | Nguyễn Duy Võ Ngọc            | HTV7   |       |
| 2011 | Vườn đời                             | Khải                   | Nguyễn Quốc Thịnh             | HTV7   |       |
| 2012 | Tết ơi xuân à                        | Tết                    | Nguyễn Văn Hưng               | HTV2   |       |
| 2012 | Làm đẹp ăn tết                       | Pháo                   | Quyền Lộc                     | SCTV14 |       |
| 2012 | Chàng bụt hậu đậu                    | Thần Thông             |                               | HTV9   |       |
| 2013 | Cưới chạy kịp xuân                   | Tửu                    | Trần Ngọc Giàu                | HTV2   |       |
| 2015 | Tết tết tết                          | Mạnh                   | Lê Lộc                        | SCTV14 |       |
| 2015 | Nghề thế thân                        | Đỡ                     | Nguyễn Thành Nam              | HTV9   |       |
| 2017 | Sống trong bóng đêm                  | Lơ                     | Nguyễn Phương Điền            | THVL1  |       |
| 2017 | Cung đường trắng                     | Man                    | Đỗ Phú Hải - Đặng Minh Quang  | VTV3   |       |
| 2017 | Vợ tui tui sợ                        | Mộng Thường            | Quốc Thuận                    | HTV7   |       |
| 2018 | Những đứa con từ trên trời rơi xuống | Sếp Tài                | Quốc Thuận                    | HTV7   |       |
| 2019 | Alo! Bác sĩ nghe                     | Anh Thư                | Quốc Thuận                    | MCV    |       |
| 2022 | Chị mẹ học yêu 2                     | Đạo diễn MInh          | Quốc Thuận                    | HTV2   |       |

### Điện ảnh
| Năm  | Tựa Phim                    | Vai diễn                  | Đạo diễn        | Nguồn |
| ---- | --------------------------- | ------------------------- | --------------- | ----- |
| 2005 | Lấy vợ Sài Gòn              | Long                      | Trương Dũng     |       |
| 2011 | Cột mốc 23                  | Thám Tử Tư                | Nguyễn Quốc Duy |       |
| 2015 | Quý tử bất đắc dĩ           | Đàn em                    | Trần Ngọc Giàu  |       |
| 2015 | Lật mặt                     | Thắng                     | Lý Hải          |       |
| 2016 | Ám ảnh                      | Công an                   | Bảo Nguyễn      |       |
| 2016 | Chờ đến ngày mai            | Quản lý Kevin Vũ          | Đinh Tiến Vũ    |       |
| 2016 | Lật mặt 2: Phim trường      | Trợ lí đạo diễn           | Lý Hải          |       |
| 2017 | Mẹ chồng                    | Chín Tỵ                   | Lý Minh Thắng   |       |
| 2018 | Lật mặt 3: 3 chàng khuyết   | Anh dân tộc               | Lý Hải          |       |
| 2018 | 798 mười                    |                           | Dustin Nguyễn   |       |
| 2019 | Vu quy đại náo              | Chồng chị Hòa             | Lê Thiện Viễn   |       |
| 2019 | Lật mặt 4: Nhà có khách     | Ông già                   | Lý Hải          |       |
| 2021 | Lật mặt 5: 48H              | Bạn chú Tư                | Lý Hải          |       |
| 2023 | Lật mặt 6: Tấm vé định mệnh | Năm - Quản lý xưởng chiếu | Lý Hải          |       |
| 2024 | Lật mặt 7: Một điều ước     | Cương                     | Lý Hải          |       |

## Danh sách kịch

### Kịch nói
Tiêu biểu:
- Trai nhảy
- Lâu đài tình ái
- Tuổi đôi mươi
- Quỷ nhập tràng
- Chuyện tình nhạc sĩ mù và cô gái câm
- Chuyện đêm muộn
- Và nhiều vở kịch khác

### Hài kịch[5]
Tiêu biểu:
- Tiếp thị nông thôn
- Bắt cá hai tay
- Tiếp thi
- Tình ảo
- Kiếm vợ
- Anh hùng cứu mỹ nhân
- Kén rể
- Tình quê
- Văn hóa giao thông[7]
- Mượn tập
- Siêu tiếp thị
- Anh chàng đa tình
- Nhà báo ơi! Em muốn làm ca sĩ
- Ai là bạn tốt
- Hầu bàn
- Thần tượng và fan
- Ai là number one
- Giá rẻ hết hồn
- Chiến hữu
- Soái ca của bà Sáu
- Anh chàng webcam
- Hương đồng nội
- Và nhiều vở kịch khác

## Đạo diễn
Tiêu biểu
- Hoa của tình yêu - 2005 [8]
- Sản phẩm tình yêu [9]
- Liveshow Tiết Cương: 20 năm duyên tình sân khấu - 2015
- Liveshow Hoài Linh: Sui gia đại chiến - 2018

## Chương trình truyền hình
Tiêu biểu:
- Tài tiếu tuyệt - 2014
- Kỳ án Đông Tây kim cổ - 2014
- Ơn giời cậu đây rồi - 2014
- The Winner Is (Tôi là người chiến thắng) - 2014
- Thiên đường ẩm thực - 2015
- Gặp nhau để cười - 2015
- Hội ngộ danh hài - 2016
- Thử thách người nổi tiếng - 2016
- Bí mật đêm chủ nhật - 2017
- 5 vòng vàng kỳ ảo - 2018
- Đêm tiệc cùng sao - 2018
- Tần số tình yêu - 2018
- Sự thật kỳ lạ - 2019
- Úm ba la ra chữ gì? - 2019
- Giọng ca bí ẩn - 2019
- Sự thật Thật sự - 2019
- Siêu bất ngờ - 2019
- Tường lửa - 2019
- Gà đẻ trứng vàng - 2019
- 9 người 10 ý - 2019
- Ai là triệu phú - 2019
- Một trăm triệu một phút - 2019
- Chọn đâu cho đúng - 2020
- Đối mặt thời gian - 2020
- Khuôn mặt đáng tin - 2020
- Bản sao hoàn hảo - 2020
- Hạnh phúc nơi đâu - 2020
- Ca sĩ bí ẩn - 2020
- Bộ ba siêu đẳng - 2020
- Giải mã tri kỷ - 2020
- A! Đúng rồi - 2020
- Vượt thành chiến - 2020
- Tối chủ nhật vui vẻ - 2020
- Ký ức vui vẻ - 2020
- Thám tử hôn nhân - 2021
- Đại náo thư viện chiến - 2021
- Bữa ngon nhớ đời - 2021
- Chơi phải thắng - 2021
- Đấu trường âm nhạc - 2021
- Lời tự sự - 2022
- Khoảnh khắc rực rỡ - 2022
- Đấu trường âm nhạc nhí - 2022
- The Khang show - 2022
- Có hẹn Cùng HTVC - 2022

## Giải thưởng
| Năm  | Giải thưởng | Hạng mục                                                   | Tác phẩm            | Kết quả   |
| ---- | ----------- | ---------------------------------------------------------- | ------------------- | --------- |
| 2003 | Gala Cười   | Nam diễn viên hài được yêu thích nhất (Khán giả bình chọn) | Bắt cá hai tay      | Đoạt giải |
| 2012 | HTV Awards  | Nam diễn viên phụ được yêu thích nhất                      | Vật chứng mong manh | Đề cử     |